# Lechita nyelvek
A lechita nyelvek egyes nyelvtudósok által használt elnevezés a nyugati szláv nyelvek északi csoportjának megjelölésére. Ezen nyelvek meghatározott közös fonetikai jellegzetességekkel bírnak.

## Jellegzetességek
- Az ősszláv ě, e, ę hangok alveoláris mássalhangzók előtt a, o, ą, ǫ-vá alakulnak.
- Az ősszláv ě, ę hangok valamint a lágy szótagképző ŕ és ĺ hangváltozása kemény dentális mássalhangzók előtt (lengyel bielić||biały, poláb b´ólə||bélə)
- Az ősszláv szótagképző r, l átalakulása magánhangzó és szonáns alkotta hangcsoportokká (lengyel kark, wilk, poláb kork, wołk; vö. cseh krk, vlk)
- Az ősszláv dj, gě, gi hangcsoportok átalakulása dz [ʒ], dze [ʒe], dzy [ʒy]-vé.
- A [g] → [ɣ] hangváltozás hiánya (lengyel noga, vö. cseh és szlovák noha).
- A nazális magánhangzók megőrzése (lengyel pięć, poláb pąt, vö. cseh pět).

## Osztályozás
- keleti csoport
  - kasub nyelv és a pomerán nyelv más, kihalt dialektusai  (például szlovinci nyelv)
  - lengyel nyelv
  - sziléziai nyelv
- nyugati csoport
  - poláb nyelv (kihalt)

## Fordítás
- Ez a szócikk részben vagy egészben  a   Języki lechickie című lengyel Wikipédia-szócikk ezen változatának fordításán alapul.  Az eredeti cikk szerkesztőit annak laptörténete sorolja fel. Ez a jelzés csupán a megfogalmazás eredetét és a szerzői jogokat jelzi, nem szolgál a cikkben szereplő információk forrásmegjelöléseként.